# Fernando Fabián Fernández
Fernando Fabián Fernández Acosta (Capiatá, 8 de janeiro de 1992), conhecido por Fernando Fernández, é um futebolista paraguaio que joga como atacante. Atualmente joga pelo Cerro Porteño.

## Carreira

### Guaraní
Fernando começou a sua carreira ainda muito jovem na escolinha de futebol Cooperativa Capiatá, para mais tarde mudar-se para Club General Martín Ledesma. Com apenas 13 anos de idade ele chegou ao Guaraní, passando por todas as categorias de base do clube antes de estrear profissionalmente em 8 de novembro de 2013, na vitória por 4 a 0 sobre o Sportivo Luqueño. Marcou seu primeiro gol na vitória de 2 a 0 sobre o Libertad, em 17 de novembro de 2013.
No ano seguinte, Fernández marcou 32 gols durante a temporada (31 no Campeonato Paraguaio), batendo o recorde estabelecido por José Vinsac, do Cerro Porteño, que marcou 30 gols em uma só temporada, em 1940.
Ele foi escolhido o melhor jogador do futebol paraguaio de 2014 em diferentes eleições realizadas no país, entre elas o Prêmio ABC Color ao Melhor Futebolista Paraguaio do Ano.
Fernández ficou mais conhecido no Brasil ao marcar os gols que eliminaram o Corinthians da Libertadores nos anos de 2015 (pelas oitavas de final) e 2020 (pela fase preliminar).

### Tigres UANL
Em dezembro de 2015, transferiu-se para o Tigres UANL, do México.

## Seleção Paraguaia
Foi convocado pela primeira vez para a Seleção Paraguaia em 2015.

## Estatísticas
Até 19 de novembro de 2015.

### Clubes
| Clube             | Temporada         | Campeonato nacional | Campeonato nacional | Campeonato nacional | Copa nacional[a] | Copa nacional[a] | Copa nacional[a] | Competições continentais[b] | Competições continentais[b] | Competições continentais[b] | Outros torneios[c] | Outros torneios[c] | Outros torneios[c] | Total | Total | Total   |
| Clube             | Temporada         | Jogos               | Gols                | Assist.             | Jogos            | Gols             | Assist.          | Jogos                       | Gols                        | Assist.                     | Jogos              | Gols               | Assist.            | Jogos | Gols  | Assist. |
| ----------------- | ----------------- | ------------------- | ------------------- | ------------------- | ---------------- | ---------------- | ---------------- | --------------------------- | --------------------------- | --------------------------- | ------------------ | ------------------ | ------------------ | ----- | ----- | ------- |
| Guaraní           | 2013              | 6                   | 5                   | 0                   | —                | —                | —                | —                           | —                           | —                           | —                  | —                  | —                  | 6     | 5     | 0       |
| Guaraní           | 2014              | 43                  | 31                  | 0                   | —                | —                | —                | 2                           | 1                           | 0                           | —                  | —                  | —                  | 45    | 32    | 0       |
| Guaraní           | 2015              | 39                  | 26                  | 0                   | —                | —                | —                | 9                           | 4                           | 0                           | —                  | —                  | —                  | 48    | 30    | 0       |
| Guaraní           | Total             | 88                  | 62                  | 0                   | 0                | 0                | 0                | 11                          | 5                           | 0                           | 0                  | 0                  | 0                  | 99    | 67    | 0       |
| Tigres UANL       | 2015–16           | 10                  | 1                   | 1                   | —                | —                | —                | 2                           | 0                           | 0                           | 0                  | 0                  | 0                  | 12    | 1     | 1       |
| Tigres UANL       | 2016–17           | 2                   | 0                   | 0                   | 0                | 0                | 0                | 3                           | 2                           | 0                           | —                  | —                  | —                  | 5     | 2     | 0       |
| Tigres UANL       | Total             | 12                  | 1                   | 1                   | 0                | 0                | 0                | 5                           | 2                           | 0                           | 0                  | 0                  | 0                  | 17    | 3     | 1       |
| Total na carreira | Total na carreira | 100                 | 63                  | 1                   | 0                | 0                | 0                | 16                          | 7                           | 0                           | 0                  | 0                  | 0                  | 116   | 70    | 1       |

- a. ^ Jogos da Copa México
- b. ^ Jogos da Copa Libertadores da América e Liga dos Campeões da CONCACAF
- c. ^ Jogos do Campeón de Campeones

### Seleção Paraguaia
Abaixo estão listados todos jogos e gols do futebolista pela Seleção Paraguaia. Abaixo da tabela, clique em expandir para ver a lista detalhada dos jogos de acordo com a categoria selecionada.
Seleção principal
| Ano   |       |      |         |       |
| Ano   | Jogos | Gols | Assist. | Média |
| ----- | ----- | ---- | ------- | ----- |
| 2015  | 0     | 0    | 0       | 0     |
| Total | 0     | 0    | 0       | 0     |

## Títulos
Tigres UANL
- Liga MX: Apertura 2016
- Campeón de Campeones: 2016

### Prêmios Individuais
- Futebolista Paraguaio do Ano: 2014